# I10 SNCB
Pour les articles homonymes, voir I10.
Les I10 sont des voitures de chemin de fer de la SNCB à vocation internationale. Mises en service en 1987, ces voitures de type UIC-Z reprennent des éléments techniques des voitures I6 (également appelées Eurofima ou voiture standard européenne).

## Caractéristiques
Elles ont une disposition en salle à allée centrale et ne sont pas toutes climatisées. Leur livrée d'origine est la livrée européenne C1 orange à bande blanche sous les fenêtres. Après modernisation au début des années 2000, elles ont adopté la livrée SNCB blanche à bande bleue et portes rouges. Certains exemplaires ont aussi revêtu la livrée Memling afin d'assurer ce train EuroCity.
On dénombre selon les diagrammes :
- 15 A11, offrant 66 places de première classe ;
- 45 B11, offrant 86 places de deuxième classe ;
- 29 B11 climatisées.

En 1991, une voiture de seconde classe a été transformée en voiture-bistro pour le train Memling, elle a depuis été mise hors-service.
Cinq B11 climatisées supplémentaires ont été transformées, quatre en voitures « Resto » WR et une en voiture « bar-disco » (de), dite SR 3 (2002). Ces cinq voitures peuvent rouler à 200 km/h grâce notamment à la pose d'amortisseurs anti-lacet entre les bogies et la caisse. Avec la fin des trains auto-couchettes, les voitures-restaurants ne sont plus utilisées que de façon sporadique sur des trains spéciaux.

## Utilisation
Sur la relation IC 33 Liers - Luxembourg, les voitures I6 climatisées furent remplacées par les I10 non climatisées pour augmenter le nombre de places. Elles sont exploitées en rames de quatre à six voitures remorquées par une série 3000 des CFL. L'exploitation de cette ligne avec ces voitures a pris fin en décembre 2019. 
Depuis 2018, elles assurent également des IC 16 et IC 34 : Bruxelles - Namur - Arlon - (Luxembourg) en complément des rames de voitures M6 et d'automotrices AM96 (limitées à Arlon). Les voitures I10, non climatisées, entrent dans la composition de rames réversibles constituées d'une voiture-pilote I11, de voitures I6, I10 et I11 avec une locomotive série 13.
Certaines de ces voitures, notamment celles pourvues de climatisation et habilitées à 200 km/h, sont incorporées en renfort dans les trains des relations IC 01 et IC 12 composées de voitures I11 et circulent sur la ligne à grande vitesse 2. En temps normal, chaque rame de voitures I11 comporte une voiture I10 (parfois davantage), située juste derrière la locomotive.

## Livrées
- Toutes les voitures I10 sont sorties d'usine en livrée Eurofima, orange à bande décorative blanche.
- En 1991, un petit nombre de voitures climatisées a été repeint en livrées Memling, argenté avec le bas de caisse et des triangles bleu foncé et un liseré rouge. Elles possèdent des portes rouges, sauf la voiture Bistro qui a reçu des portes jaunes.
- Les voitures « Resto » et « Bar » disco possèdent une livrée spécifique :
  - les voitures-restaurants sont peintes en bleu foncé avec un bandeau beige encadrant les fenêtres et des portes bleu clair ;
  - la voiture bar-disco possède une livrée mélangeant le blanc et le gris anthracite.
- À partir des années 2000, toutes les I10 ordinaires ont été repeintes en livrée « New look », proches de la livrée Memling mais avec du gris pâle et sans triangles décoratifs

## Galerie de photographies

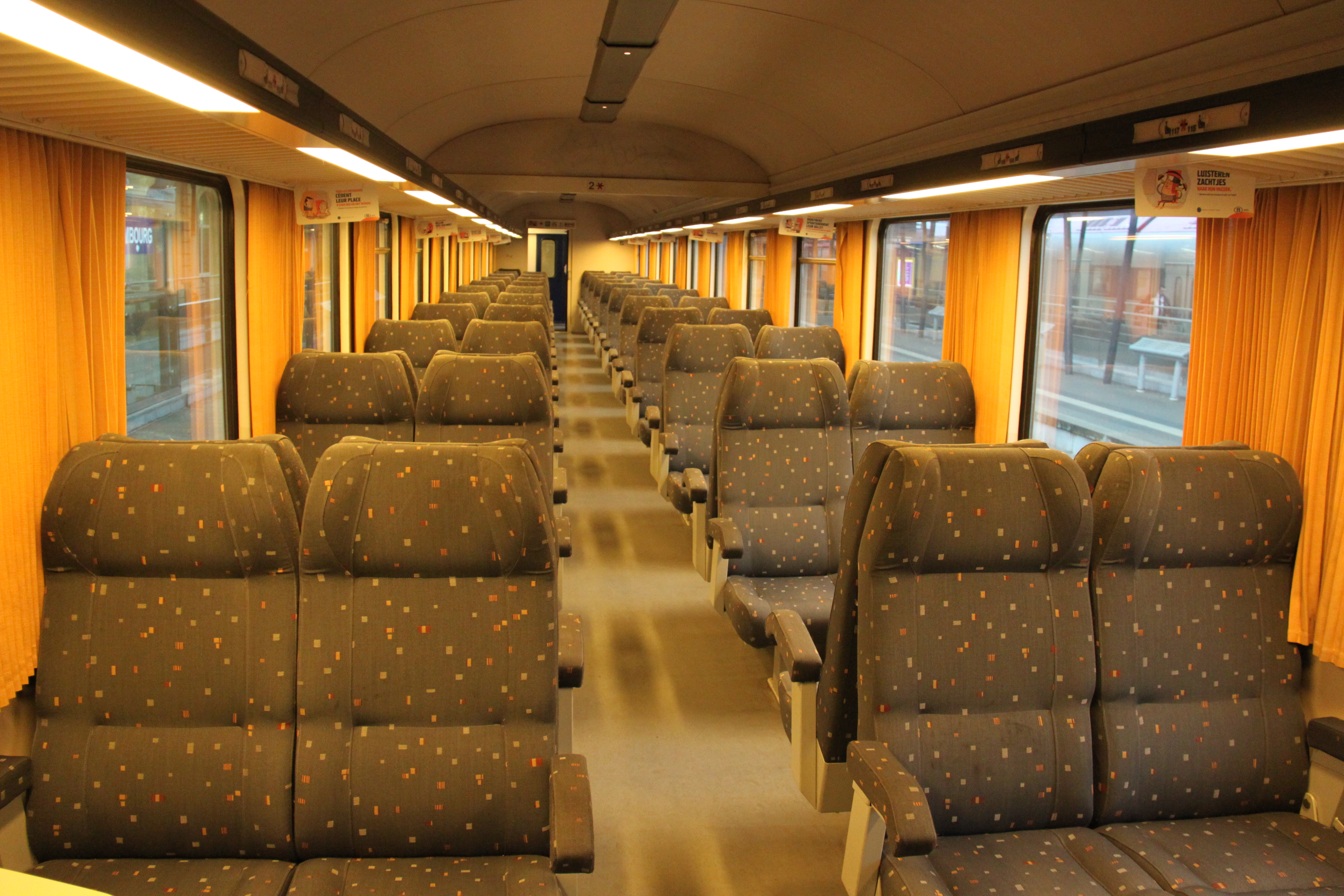
Intérieur d'une voiture de 2e classe.
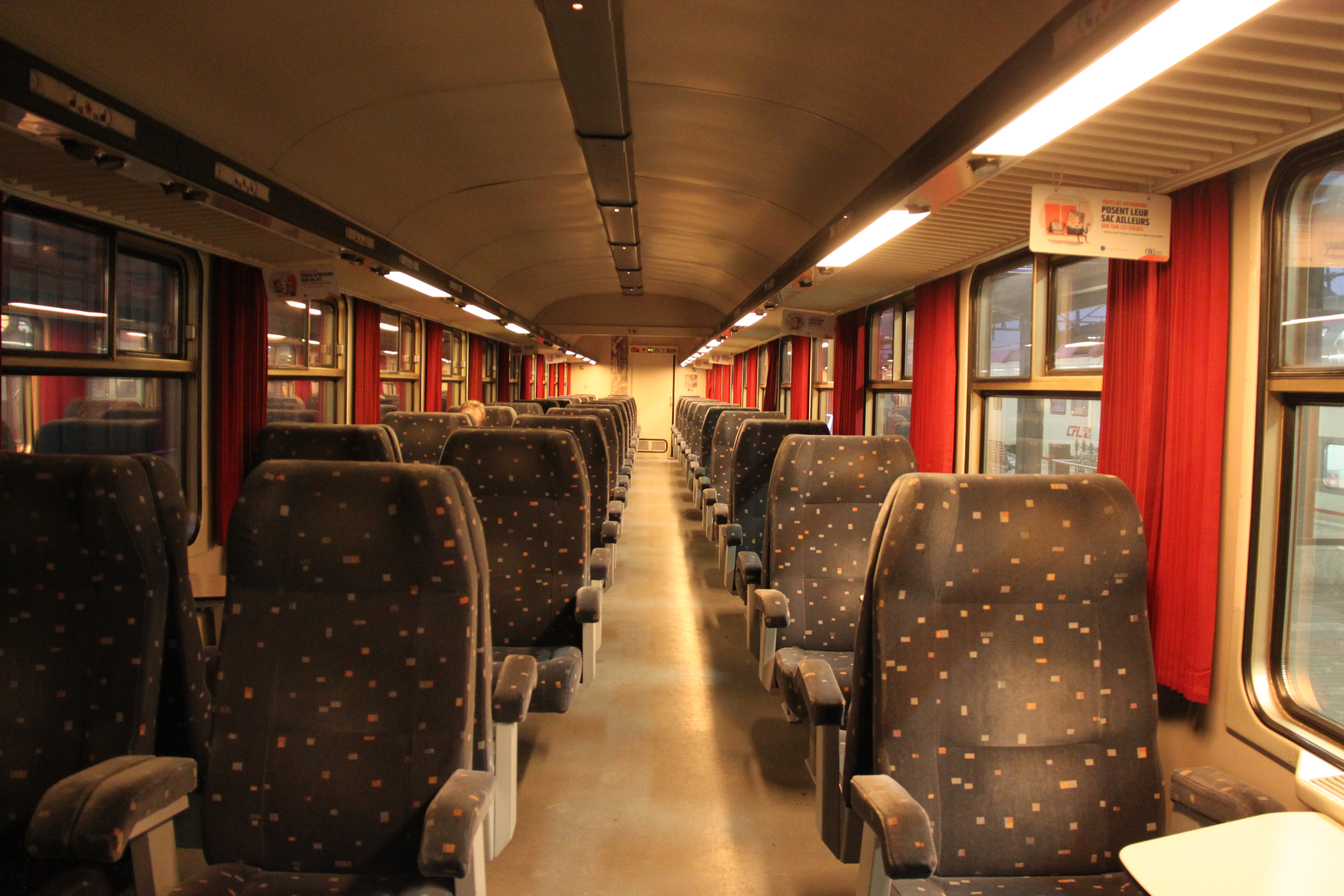
Intérieur d'une voiture de 1re classe.
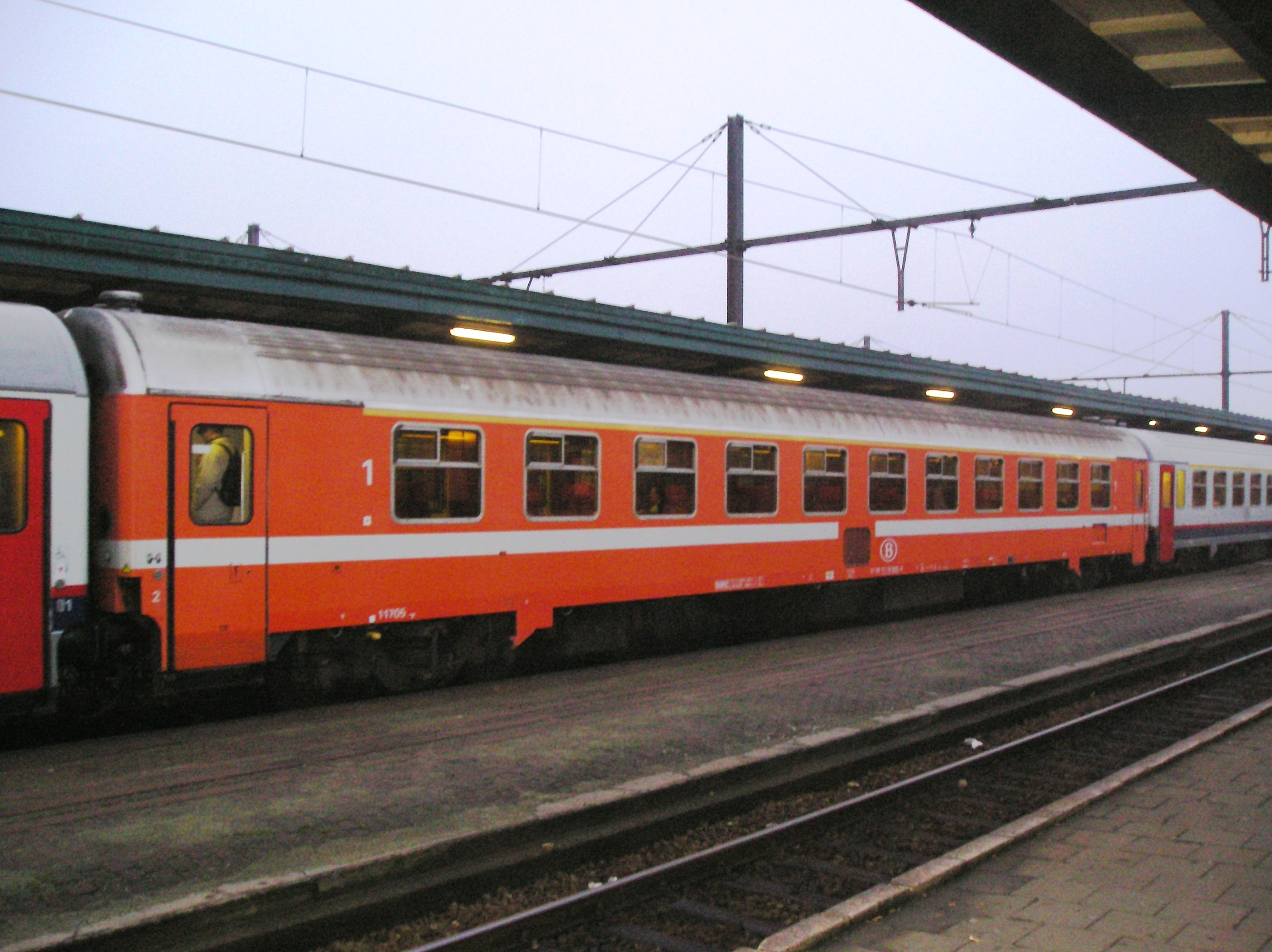
Voiture en livrée d'origine.
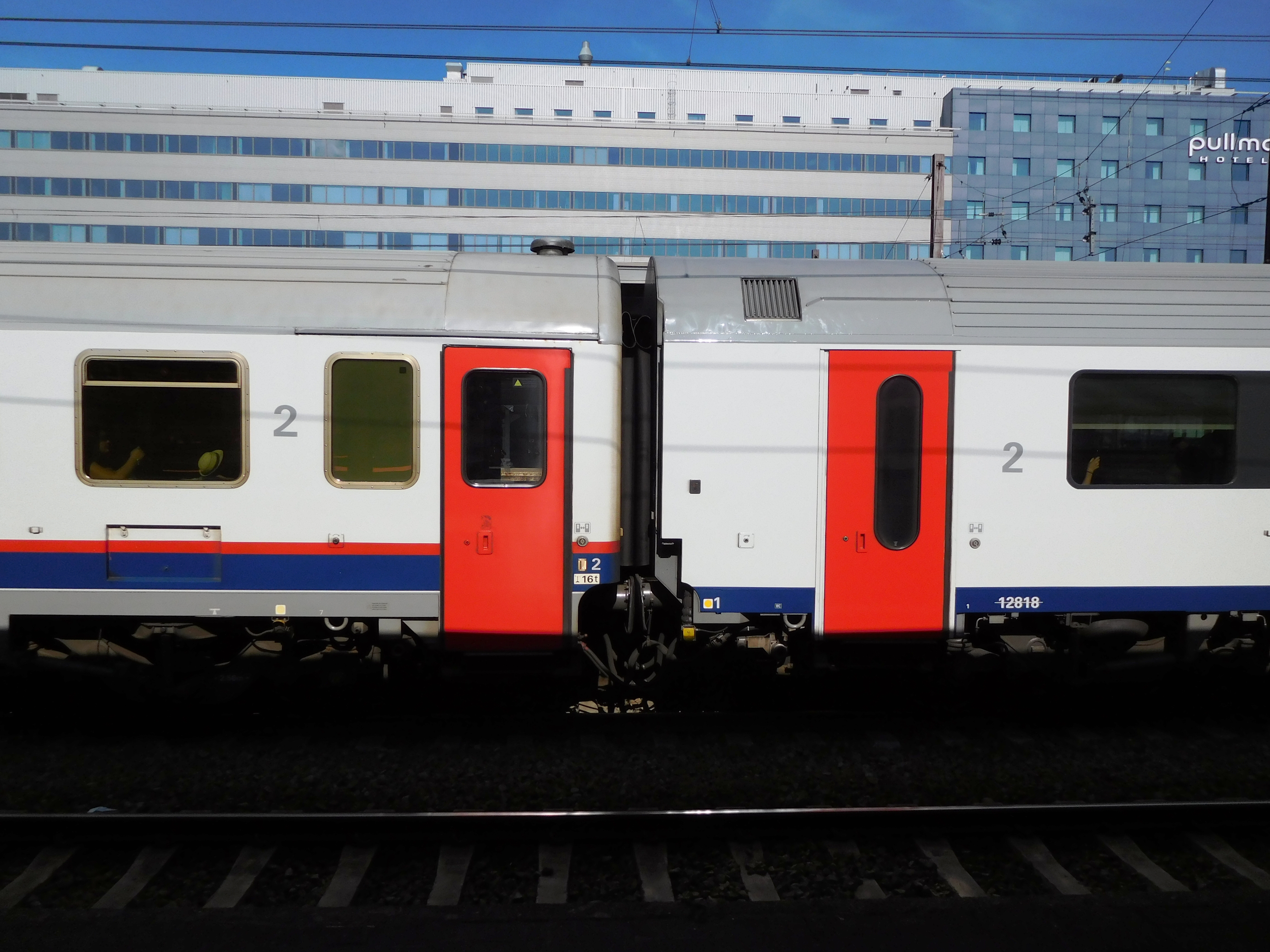
Voiture I10 climatisée incorporée à une rame de I11.
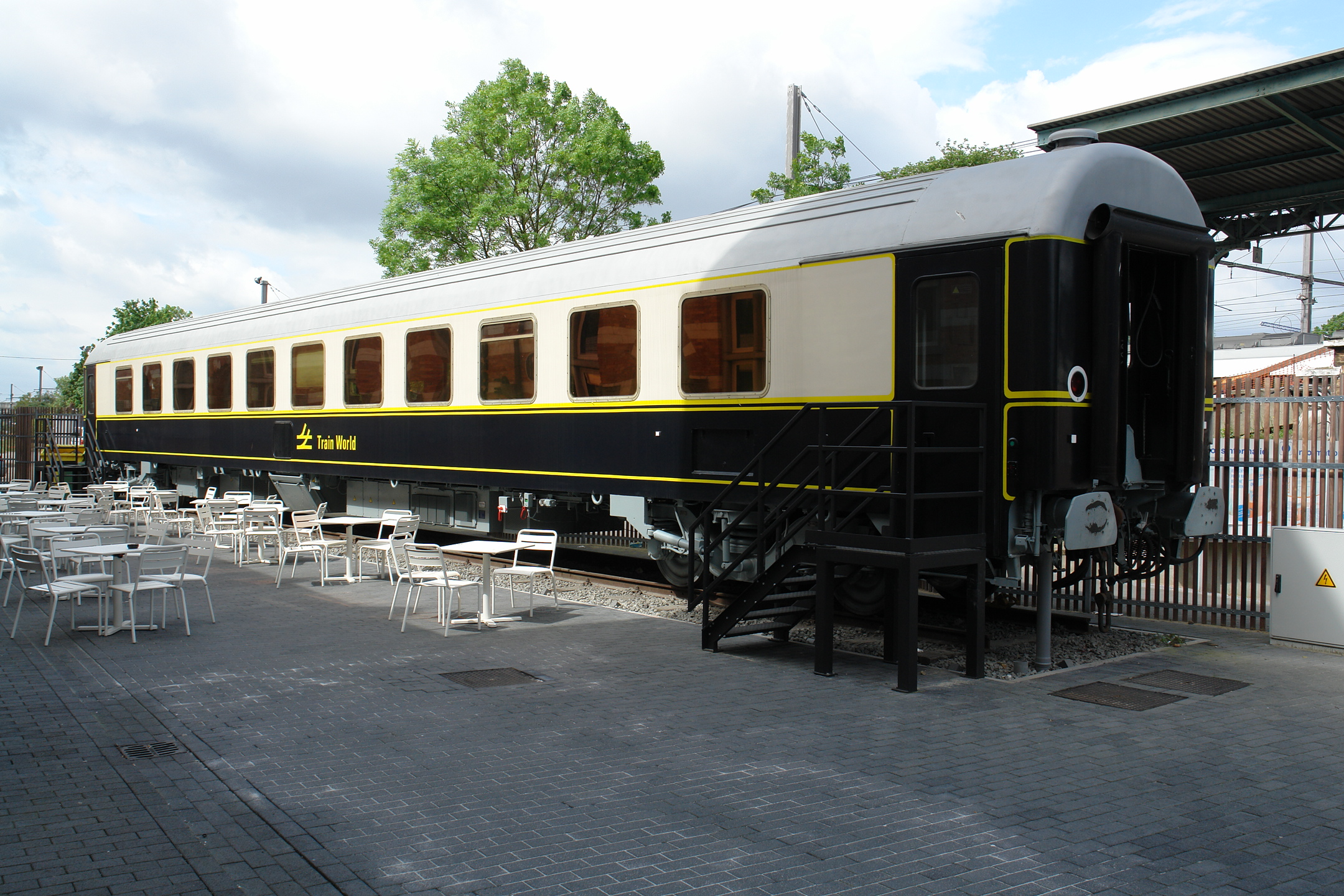
Au musée Train World.

## Préservation
Malgré leur date de construction récente, plusieurs de ces voitures sont déjà hors service et deux ont déjà été préservées :
- la voiture-bistro, après de nombreuses années de garage à Schaerbeek, a été rachetée pour faire partie du Train Lodge, une auberge de jeunesse à Sloterdijk constituée de cette voiture et de quatre Wlabmh 175 issues des chemins de fer suisses[4] ;
- la voiture Resto 16-006 se trouve au musée Train World comme annexe de leur restaurant et a revêtu une livrée bleue et crème inspirée des voitures-salons de la CIWL[5].

## Modélisme
Les voitures I10 ont fait l'objet de modèles réduits à l'échelle HO par LS Models.